# アリエテ (戦車)
アリエテ（Ariete）は、イタリアの第三世代主力戦車。第二次世界大戦後初めての独自開発による設計で、1995年より配備を開始した。
アリエテとは「雄羊座」の意であり、ギリシャ神話の主神であるゼウスのとった姿の一つである。

## 開発の経緯
第二次世界大戦以前から国産戦車を製造・運用してきたイタリアであるが、敗戦後はNATO軍の一員として90mm砲を搭載したアメリカ製のM47パットンや、105mmライフル砲を搭載した西ドイツ製のレオパルト1を使用してきた。1970年代初めにはレオパルト1のライセンス生産を行い、1970年代後半からはレオパルト1A4をベースにした初の国産主力戦車OF-40を独自開発した。OF-40は輸出用戦車として1980年代から1990年代にかけてアラブ首長国連邦を中心に輸出されたが、イタリア軍自身は採用しなかった。
1980年代前半、イタリア陸軍は1950年代以来運用して旧式化したM47戦車の更新を迫られた。これに合わせて主力戦車の技術開発力の向上をも図るため、1982年に国内企業に対して国産戦車の開発･生産を依頼することになり、オート・メラーラ社を中心とした国内兵器メーカーのコンソーシアムとの間で開発契約を結んで新型主力戦車の研究・開発を開始した。
コンソーシアムではオート・メラーラ社が主導して1986年に最初の試作車が完成し、1987年2月に陸軍に引き渡された。その後6輌の試作車が製作され、1987年に「carro armato da battaglia C-1 Ariete（C-1 アリエテ主力戦車）」の名称が与えられた後、1990年には陸軍への正式採用が決まった。同コンソーシアムはその後、B1チェンタウロ戦闘偵察車の開発も行なっている。
戦後初めて本格的に開発した国産戦車でありながら、120 mm 滑腔砲や複合装甲を採用する戦後第三世代主力戦車である同車は、1994年までに合計300輌の調達が予定されていたが、イタリアの国家財政危機や冷戦終結に伴う国防予算削減の影響を受けて調達計画の先送りおよび削減が行なわれ、結局、1995年から2002年にかけて合計200輌が生産された。200輌の調達が計画されていた発展型の「アリエテMk2」も同様の理由によりキャンセルされている。

### 設計仕様（開発初期段階）
1982年に開発契約で示された設計仕様は以下の通りである。
- 120 mm 滑腔砲と最新射撃管制装置（FCS）を装備
- 複合装甲を車体と砲塔の要部に備える
- 走行装置を含む車体の各コンポーネントの性能を西側先進諸国の主力戦車のものと同等とする

### 開発コンソーシアム
- オート・メラーラ社（開発プロジェクトの主統括、主砲）
- フィアット社（車体）
- イヴェコ社（駆動系）
- オッフィチーネ・ガリレオ社[注釈 1]（FCS）
- その他（車両、鉄鋼、機械 等の国内企業）

## 構成

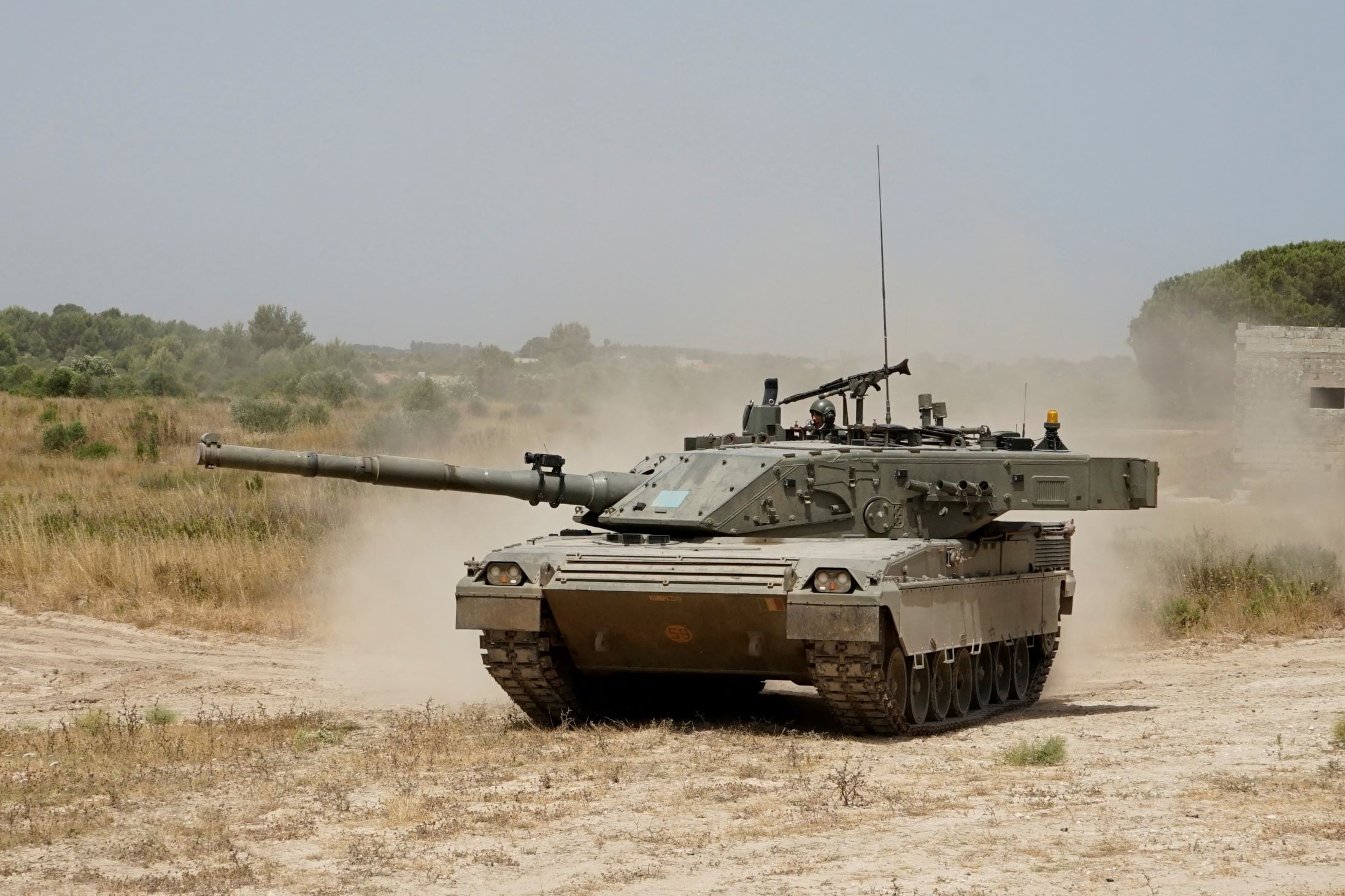

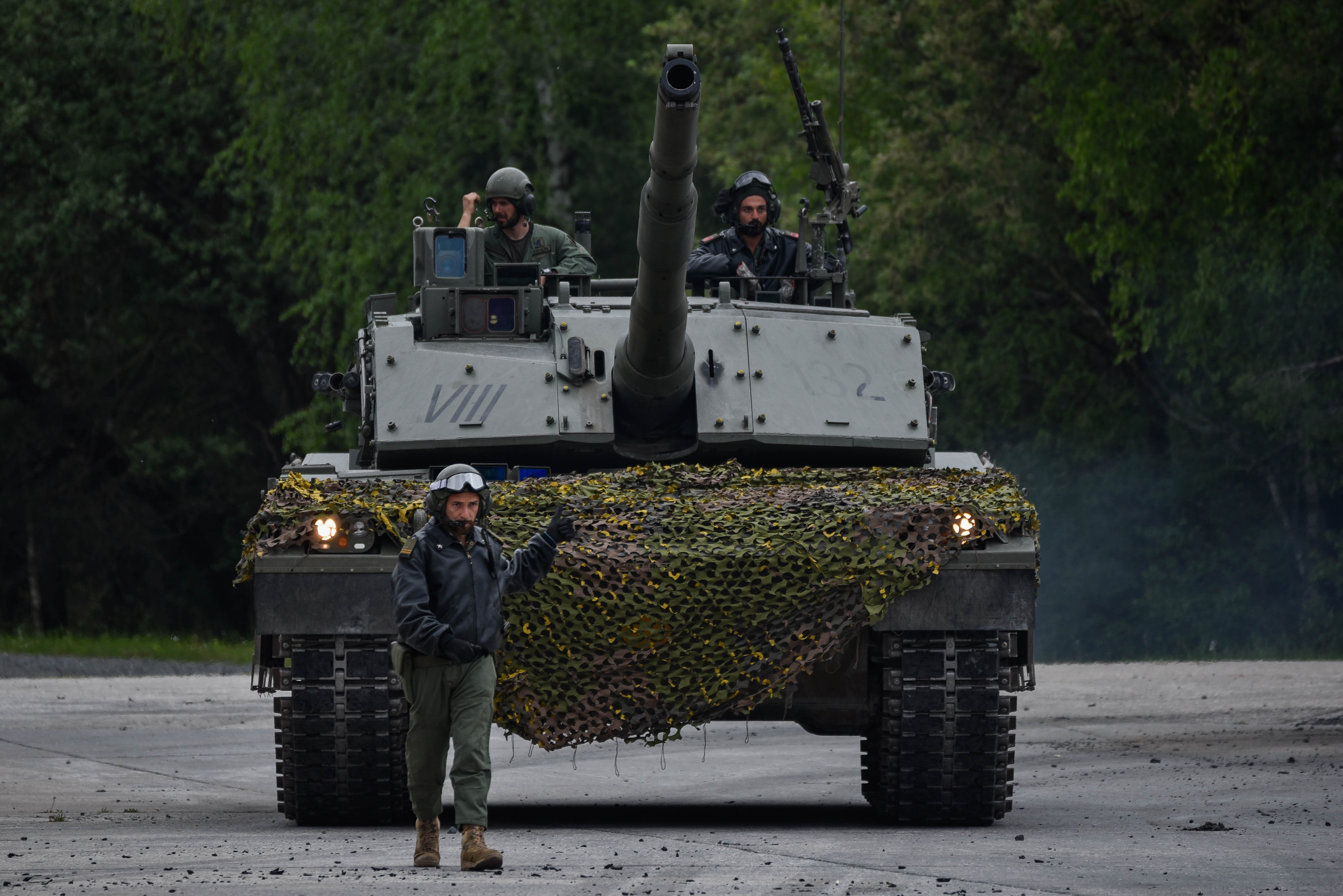
前面

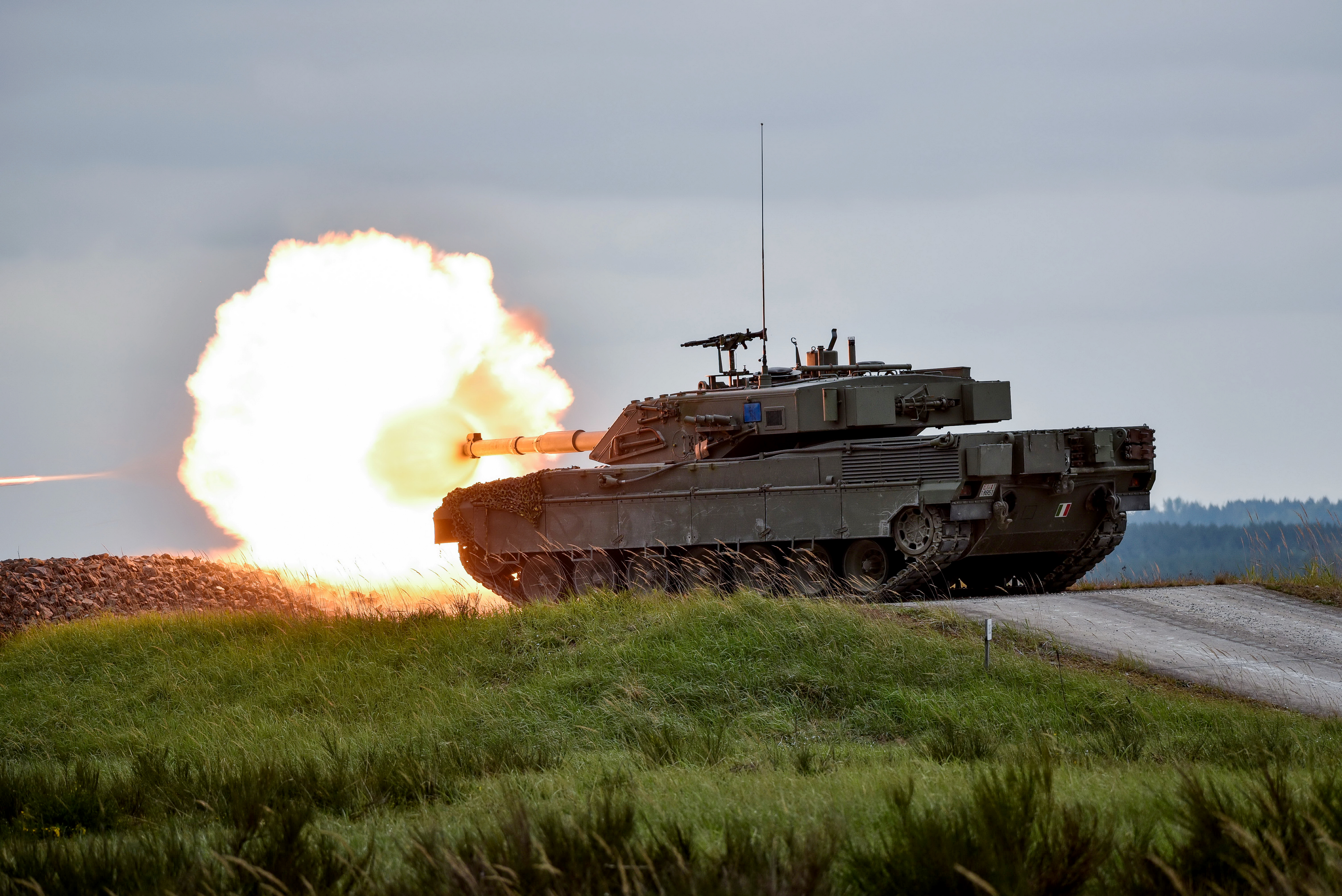
側面

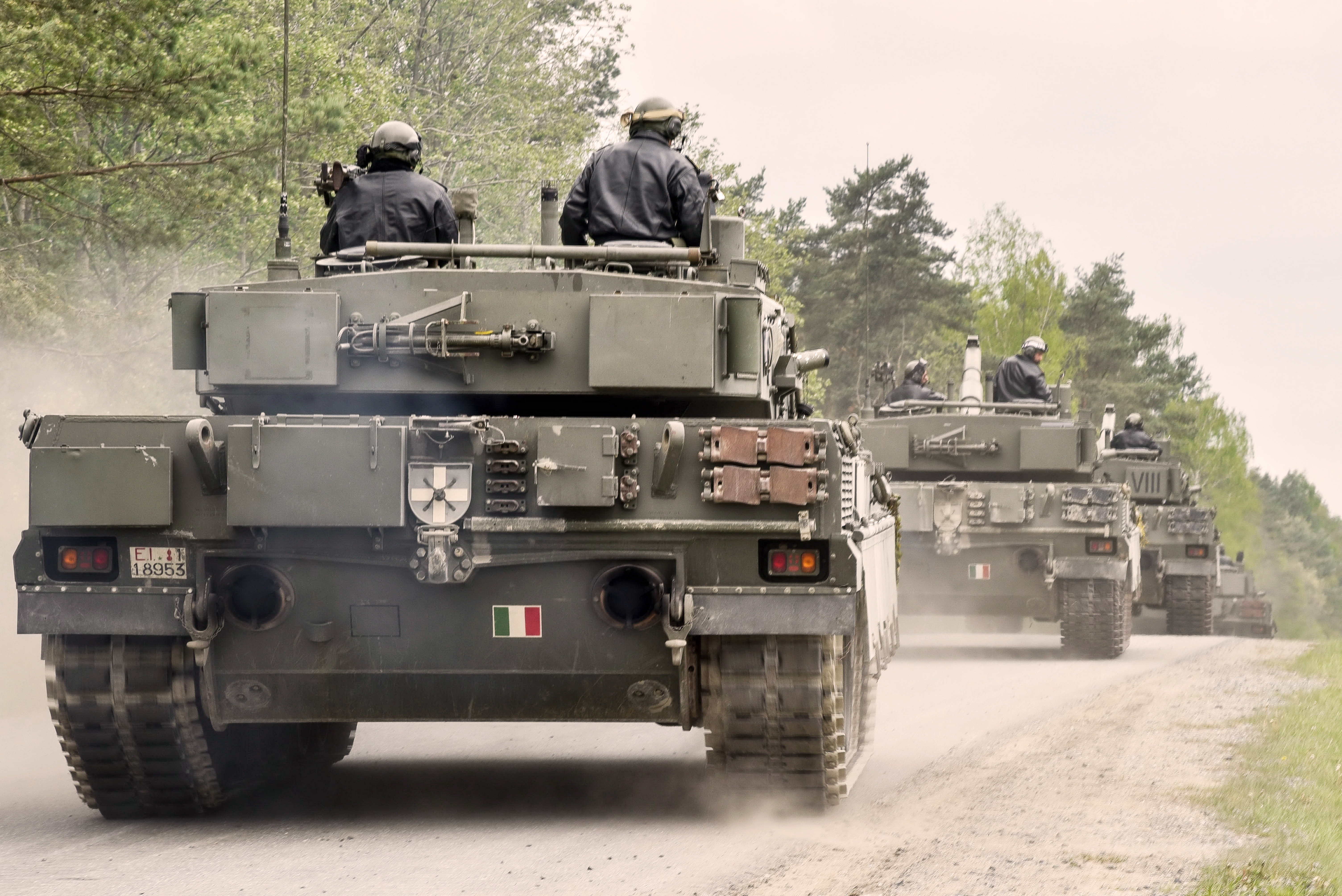
背面

圧延鋼板の溶接構造による全体に四角いシルエットを持ち、全周旋回式砲塔の前部の避弾経始の傾斜が強く、これが外観上の特徴となっている。砲塔は多少前後に長い。車体と砲塔の前面部に複合装甲が使用されている。

### 車内配置
車体前部中央右に操縦手、砲塔内右に車長と砲手、左に装填手が搭乗する。またブローオフパネルは装備されておらず弾薬は操縦手横及び砲塔直下左側に配置されている。

### 武装
- オート・メラーラ社製120 mm 滑腔砲（2軸安定、-9～+20度、サーマル・スリーブ、排煙器、ボアサイト）
- 7.62 mm MG42/59機銃 主砲同軸
- 7.62 mm MG42/59機銃 車長用キューポラ又は装填手用キューポラ
- スモーク・ディスチャージャ 砲塔左右側面に各4基

120 mm 砲の薬室規格はNATO戦車の実質標準であるラインメタル 120 mm L44滑腔砲と同寸とされており、NATOに参加する他国の120 mm 弾薬を相互に使用できる。2軸安定であり走行間射撃が可能。本車ではAPFSDS-TとHEAT-MPが主に使用される。
- ガリレオ社製TURMS（Tank Universal Reconfigurable Modular System）FCS
  - 車長用昼夜間自動スタビライズド・パノラミック・サイト
  - 砲手用自動スタビライズド・サイト
  - 弾道コンピュータ
  - センサー類
  - ボアサイト
  - コントロール・パネル

### 駆動系
エンジン部は変速機と一体化されたパワーパックとして搭載されている。
- エンジン：イヴェコ社製V-12MTCA ターボチャージャ付き水冷4サイクルV型12気筒直噴ディーゼル・エンジン 1,300馬力（出力重量比：24馬力/トン、路上最大速度：65 km/h）
- 変速機：イヴェコ社製LSG3000自動変速機（リターダ付き、ドイツ製変速機のライセンス生産品）
- 燃料タンク：グラスファイバ製 戦闘室後方左右（航続距離：路上で550 km）
- 車輪機構：転輪 7軸、上部支持輪 4輪、ゴム製サイドスカート付き
- 履帯：履帯幅618 mm、ダブルピン式
- サスペンション：トーションバー独立懸架、前部3軸と後部2軸に油気圧ショック・アブソーバー装備
- 渡渉水位：1.2メートル、簡易装備で2.1メートル、シュノーケルで4メートル

### 車体装備
- NBC防御システムSP-180 2モード動作（通常：遠心塵芥フィルター、NBC防護：カーボンフィルタ）
- マルコーニ社製RALM レーザー警報装置

## 近代化改修
2019年8月、イタリア陸軍の兵器総局 (DAT) は、Ariete AMVプログラム （Aggiornamento Mezza Vita, Mid-Life Update）を3500万ドルで契約、アリエテ戦車を2035年まで寿命延長するアップグレードプログラムを開始した。アリエテ AMV プログラムは、エンジン、トランスミッション、車体を改良するAMV PT1、砲塔を改良するPT2、そして最後にそれらの成果を反映し砲塔と車体の両方を改良するPT3の3両の改修試作型を開発し、その後125両のアリエテ戦車をアップグレードする予定だった。ただし、主にコスト上の観点から主砲の換装及びRWSやアクティブ防護システムの装備は現状考慮されていない。後に、改修台数は90両とされた。
改良内容は下記の通り
- エンジン出力を1200hp→1500hpに増大
- エンジン出力増大に対応したトランスミッションの換装
- 幅広の新型覆帯による軟弱地盤での走破性向上
- 対IEDシステムの搭載
- 増加装甲
- チェンタウロ2が搭載しているものと同等の照準・火器管制システム
- 新型APFSDSの採用

2022年1月27日にPT1試作車両、2022年9月22日にPT2試作車両がイタリア陸軍に引き渡され試験を開始した。2025年7月18日、正式な改修初号車がイタリア陸軍に納入された。

## 登場作品

### PCゲーム
『Armored Warfare』
ディーラー、ShishkinのTier8主力戦車(MBT)に「C1 Ariete」の名称で登場。開発を進めればアップリケアーマー、ハードキルタイプのミサイル迎撃システム(APS)を装備可能。
『WarThunder』
試作型及び量産型のアリエテがイタリア陸軍ツリーのランクVIに登場する。
Ver1.91に複合サイドスカートが追加されたAriete PSOが、Ver2.25ではAriete AMVが追加された。